# Azoreanische Befreiungsfront

Flagge der FLA

Die Azoreanische Befreiungsfront, abgekürzt FLA (von portugiesisch Frente de Libertação dos Açores, die Abkürzung als Wort und nicht in Einzelbuchstaben ausgesprochen) war eine 1975 gegründete rechtsextreme paramilitärische Gruppe, die die Unabhängigkeit der Azoren durchsetzen wollte. Sie löste sich Ende der 1970er Jahre auf.
Gegründet hat sie der Abgeordnete im Portugiesischen Parlament während der Estado Novo-Diktatur José de Almeida am 8. April 1975 in London. Sein Vorbild war die Befreiungsfront der Nachbarinsel Madeira (FLAMA). Die FLA stieß damit in ein Machtvakuum nach der Nelkenrevolution 1974, welche 1976 zu einer sozialistischen Regierung in Portugal führte. Mit der Gründung der Autonomen Region der Azoren 1976 verlor die FLA an Einfluss. Historiker sind sich einig, dass der Druck der FLA auf die portugiesische Regierung zur Autonomie führte, obwohl diese weit mehr verlangte, nämlich einen komplett eigenen Staat.
Die FLA hatte den Rückhalt vieler Bauern, die Angst davor hatten, eine sozialistische Regierung könne sie reglementieren und enteignen. José de Almeida ging mehrfach auf die Regierung der USA zu, ihn bei einem rechten Putsch zur Erreichung der azoreanischen Unabhängigkeit zu unterstützen, stieß damit jedoch auf kein Interesse.
Noch zwei Jahre nach der Erlangung des Autonomiestatus durch die Azoren schüchterten Aktionen der FLA Politiker des Mainstreams ein, etwa den stellvertretenden Portugiesischen Ministerpräsidenten António de Almeida Santos. Als der Politiker am 15. April 1978 in Ponta Delgada aus dem Flugzeug stieg, schlugen ihn FLA-Anhänger. Sie verhinderten mit Traktoren anschließend seine Fahrt mit dem Auto ins Büro der Sozialistischen Partei. Auch seine Begleiter kamen unter massiven Druck, sodass man sich entschloss, kurzerhand auf die Azoreninsel Santa Maria auszuweichen.
Der FLA-Gründer starb am 1. Dezember 2014 in seiner Heimatstadt Ponta Delgada. Im Juli 2017 brachte die Kreisregierung (Câmara Municipal) von Ponta Delgada unter Bürgermeister (Presidente da Câmara Municipal) José Manuel Bolieiro (PSD), seit 2022 Präsident der Regionalregierung, eine Gedenktafel an seinem Geburtshaus an.